# Departamento La Paz (Catamarca)
Das Departamento La Paz liegt im Süden der Provinz Catamarca im Nordwesten Argentiniens und ist eine der 16 Verwaltungseinheiten der Provinz.
Es grenzt im Norden an das Departamento El Alto, im Osten an die Provinz Santiago del Estero, im Süden an die Provinz Córdoba und im Westen an die Provinz La Rioja und die Departamentos Capayán und Ancasti.
Die Hauptstadt des Departamento ist Recreo.

## Städte und Gemeinden
Das Departamento La Paz ist in folgende Gemeinden (Municipios) und Siedlungen aufgeteilt:
- Anjuli
- Caballa
- Cantera Cerrito
- Cantera La Esperanza
- Canteras Esquiu
- Casa de Piedra
- Chafi
- El Aybal
- El Bajo
- El Bañado
- El Barreal
- El Barrealito
- El Bello
- El Bosquecillo
- El Cercado
- El Chaguaral
- El Chañaral
- El Dique
- El Divisadero
- El Empalme
- El Jumeal
- El Milagro
- El Moreno
- El Quebracho
- El Quimilo
- El Rosario
- El Silo
- El Vallecito
- Empalme Rutas 157 y 60
- Esquiú
- Estancia Albigasta
- Garay
- Icaño
- Jabala
- km 969
- km 1017
- La Barroza
- La Bomba
- La Dorada
- La Granja
- La Guardia
- La Horqueta de Abajo
- La Horqueta de Arriba
- La Isla
- La Jornada
- La Montoza
- La Parada
- La Quinta
- La Toma
- Las Esquinas
- Las Flores
- Las Lomitas
- Las Palmitas
- Las Peñas
- Las Toscas
- Los Mistoles
- Los Morales
- María Elena
- Monte Redondo
- Olta
- Palo Santo
- Pichinga
- Pozo de la Orilla
- Pozo El Mistol
- Pozos Cavados
- Puesto de Leiva
- Puesto de Miranda
- Puesto de Siman
- Puesto de Vera
- Puesto Sabatea
- Puesto Santa Rosa
- Quirós
- Ramblones
- Recreo
- Río Chico
- Río de la Puerta
- San Agustín
- San Antonio
- San Bernardo
- San Carlos
- San José
- San Lorenzo
- San Nicolás
- San Salvador
- Santo Domingo
- Sicha
- Sol de Mayo